# Teleperformance
Teleperformance — транснациональная компания, специализирующееся на аутсорсинге бизнес-процессов. Услуги компании включают обеспечение работы колл-центров, техническую поддержку, модерацию веб-сайтов, продвижение товаров, взыскание задолженностей, переводы, получение виз, наём персонала. Компания была основана в 1978 году, штаб-квартира расположена в VIII округе Парижа.

## История
Компанию Teleperformance основал Даниэль Жульен в 1978 году в Париже. Компания начала предоставлять новую на то время услугу аутсорсинга колл-центров. К 1985 году Teleperformance была крупнейшим оператором колл-центров во Франции, а в 1986 году были созданы филиалы в Бельгии и Италии. Для дальнейшего развития в Европе Даниэль Жульен решил объединить усилия с компанией SRC, которую контролировали Жак Берреби (фр. Jacques Berrebi) и Кристоф Аллар (фр. Christophe Allard). Компания SRC была основана в 1910 году и вела деятельность во Франции и на Мадагаскаре; первоначально была производителем продуктов питания, но к 1970-м годам превратилась в многопрофильный конгломерат, интересы которого включали маркетинг и средства массовой информации. Благодаря поддержке SRC к 1988 году Teleperformance расширила свои операции на Австрию, Германию, Швецию, Великобританию, Испанию и Португалию.
В 1990 году было проведено слияние SRC и Teleperformance, объединённая компания получила название SR Teleperformance, руководящие посты в ней заняли Аллар, Жюльен и Берреби. В течение 1990-х годов были проданы активы, ставшие неосновными, специализацией компании стали маркетинг и колл-центры. В 1993 году была создана дочерняя компания в США, а в 1995 году — в Канаде. Во второй половине 1990-х годов компания начала расти за счёт поглощений, в частности, компаний Merkafon в Мексике, Promoplan в Италии, TP Suisse в Швейцарии, Design Board в Бельгии и Troubat во Франции.
В 1996 году SR Teleperformance начала осваивать Азиатско-Тихоокеанский регион, были открыты филиалы в Австралии и Новой Зеландии, а дочерняя компания на Филиппинах стала важным центром офшорного аутсорсинга. В 1998 году компания вышла на рынки Южной Кореи и Сингапура. Также в 1998 году была куплена компания FST в Аргентине и создан филиал в Бразилии. В 1999 году были поглощены 4 компании в США (Americall, SAC, NSDI и Noble Systems). После 2000 года новыми рынками для компании стали Доминиканская Республика в 2002 году, Сальвадор в 2004 году, Румыния в 2005 году, Чили, Венгрия, Польша, Чехия и Словакия в 2006 году. Также продалжалось поглощение конкурентов, таких как CallTech Communications в США и MM Group в Великобритании в 2004 году, Swiss Contact Management Group в Швейцарии в 2006 году. В 2006 году Teleperformance купила принадлежавший AOL колл-центр на 400 сотрудников в городе Огден, штат Юта.
В 2007 году Teleperformance приобрела 100 % компании Twenty4help, занимавшейся технической поддержкой в Европе, а также поглотила коллекторское агентство AllianceOne, одно из крупнейших в США. В 2008 году Teleperformance приобрела The Answer Group, провайдера услуг технической поддержки, работавшего на рынке США.
В 2010 году Teleperformance приобрела своего конкурента в Шотландии, аутсорсинговый колл-центр beCogent за 35 млн фунтов стерлингов.
В 2012 году Teleperformance открыла 5 многоязычных хабов для обслуживания клиентов в Европе и других странах. К 2013 компания имела 6 колл-центров в Тунисе. В 2013 году Teleperformance получила полный контроль над TLS Contact. В 2014 году Teleperformance приобрела Aegis USA, аутсорсинговую и технологическую компанию, работающую в США, на Филиппинах и в Коста-Рике.
С 2014 по 2016 годы Teleperformance открыла 15 новых контакт-центров, в частности, в США, Канаде, Великобритании, Индонезии, Китае, Филиппинах, Гайане, Португалии, Колумбии, Суринаме, Дубае, Албании, Египте, Австралии и Литве.
В августе 2016 года Teleperformance приобрела компанию LanguageLine Solutions LLC из Калифорнии за 1,52 млрд долларов у американской частной инвестиционной компании Abry Partners.
В ноябре 2023 года было завершено поглощение компании Majorel. Она была создана в 2019 году как совместное предприятие Bertelsmann и марокканской компании Saham, у неё было 80 тысяч сотрудников в 45 странах.

## Руководство
- Даниэль Жульен (Daniel Julien, род. 23 декабря 1952 года)— основатель, председатель совета директоров и один из двух генеральных директоров группы компаний[26].
- Бхупендер Сингх (Bhupender Singh) — один из двух генеральных директоров.

## Деятельность

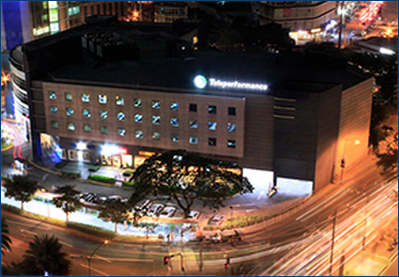
Филиал в Сьюдад-Аяла (Мексика)

Подразделения по состоянию на 2023 год:
- основные услуги — аутсорсинг контактов с клиентами (колл-центры, рассылка рекламных материалов), 83 % выручки, в том числе по регионам:
  - Северная Америка и Азиатско-Тихоокеанский регион — 30 %,
  - Европа, Ближний Восток и Африка — 30 %,
  - Латинская Америка — 19 %,
  - Majorel — 4 %;
- специализированные услуги — переводы, оформление виз, документооборот; 17 % выручки.

В конце 2023 года в компании работало 490,4 тыс. человек, в том числе в Индии — 87,8 тыс., Филиппинах — 64 тыс., Колумбии — 44 тыс., США — 31,3 тыс., Бразилии — 23,1 тыс., Египте — 21,3 тыс., Португалии — 14,4 тыс., Греции — 12,8 тыс., Марокко — 11,2 тыс. Страны с дорогой рабочей силой, такие как США, как правило обслуживаются сотрудниками из других стран (Индия, Филиппины).
По отраслям, в которых работают клиенты, наибольшую долю в выручке имеют здравоохранение (16 %), индустрия развлечений и игорный бизнес (15 %), финансы и страхование (15 %), гостиничный бизнес (9 %), телекоммуникации (9 %), госучреждения (8 %), технологии (8 %), розничная торговля (8 %).